# بیرا ۱۴۷۴
سیارک ۱۴۷۴ (به انگلیسی: 1474 Beira، نامگذاری:1935QY) هزار و چهارصد و هفتاد و چهارمین سیارک کشف شده‌است که در ۲۰ اوت ۱۹۳۵ کشف شد.
قدر مطلق سیارک برابر ۱۲٫۶۶ است.